# Cabaret du Ciel
Il Cabaret du Ciel (in italiano "Cabaret del Paradiso") è stato uno storico caffè di Parigi tra gli ultimi anni dell'Ottocento e la prima metà del Novecento. La struttura venne demolita nel 1950 per permettere l'espansione di un supermercato Monoprix. Il Cabaret du Ciel era controparte del Cabaret de l'Enfer, posto al numero precedente nella medesima via, Boulevard de Clichy. Antonin Alexander fu l'ideatore ed il gestore di entrambe le imprese.

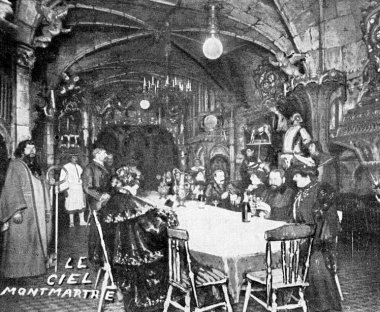
L'interno del Cabaret du Ciel

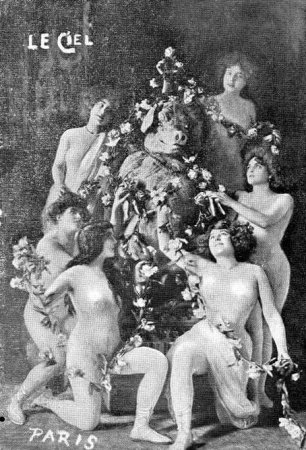
Scena al Cabaret du Ciel

Dal momento che il Cabaret du Ciel ed il Cabaret de L'Enfer si trovavano l'uno accanto all'altro, gli avventori potevano frequentarli entrambi rendendosi conto dei differenti concetti di intrattenimento, a partire dal design esterno. La facciata del Cabaret du Ciel era dipinta di bianco e di blu ed era decorata con figure di angeli, in netto contrasto con quella del Cabaret de l'Enfer dove predominava il nero e il rosso con figure sataniche.
L'atmosfera interna del cabaret accoglieva il visitatore con musica di arpa, ed un maestro delle cerimonie vestito da sacerdote illustrava i vari spettacoli a tema ultraterreno.
All'interno del ristorante veniva servita della birra da angeli, mentre San Pietro serviva "acqua santa", oltre a rimettere in scena degli episodi della Divina Commedia di Dante Alighieri. In una parte del locale vi era un grande maiale dorato, circondato da candele.

## Illustrazioni di W. C. Morrow
Le seguenti illustrazioni di W. C. Morrow vennero pubblicate nel suo libro del 1899 dal titolo Bohemian Paris of To-day.

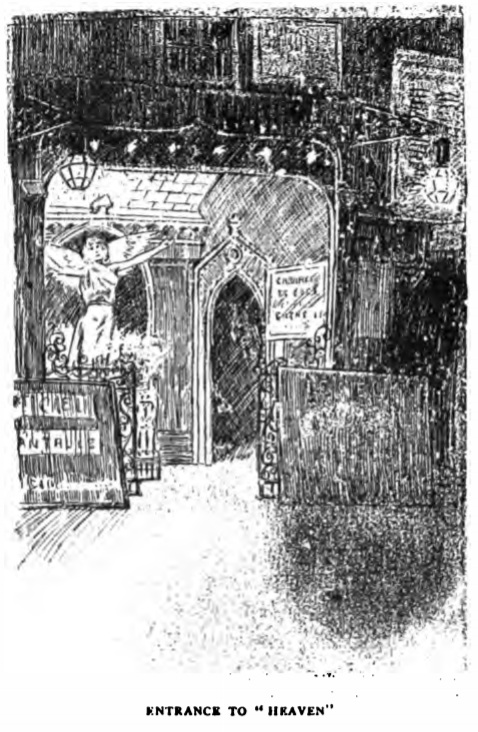
Cabaret du Ciel, entrata
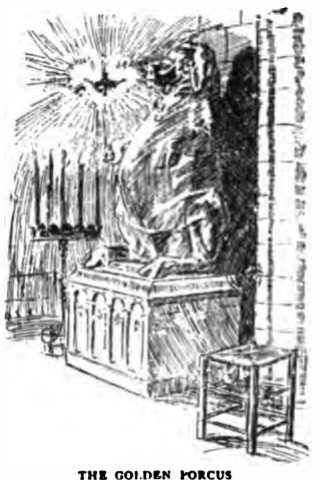
Cabaret du Ciel, il maiale d'oro
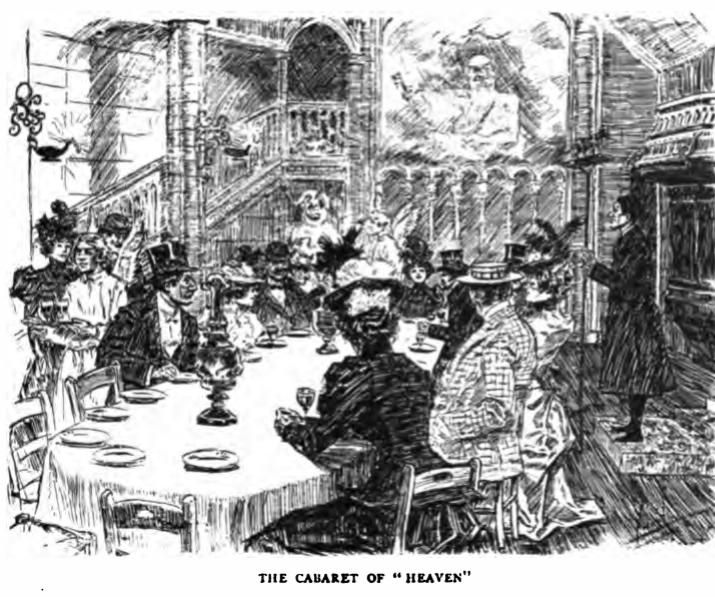
Cabaret du Ciel, la hall
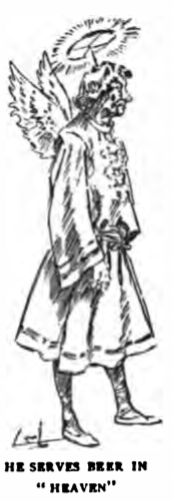
Cabaret du Ciel, cameriere